# بوریس آروشانیان
بوریس سرگئی آروشانیان (ارمنی: Բորիս Սերգեյի Առուշանյան؛  زادهٔ ۱۱ نوامبر ۱۹۴۸) کارمند اداری، دولتمرد اهل ارمنستان است.

## زندگی‌نامه
وی در ۱۱ نوامبر ۱۹۴۸ ‏ در ریف به دنیا آمد و از انستیتو انرژی مسکو (۱۹۷۲) و انستیتو آموزشی استپاناکرت (۱۹۷۹) فارغ‌التحصیل گشت. وی از سال ۱۹۹۴ عضو مکاتبه‌ای آکادمی معماری ارمنستان می‌باشد. وی همچنین برندهٔ جوایزی همچون نشان آنانیا شیراکاتسی (۲۰۰۶)، مدال مخیتار گش () شده است.

## افتخارات
- قهرمان والیبال استان خودمختار قره‌باغ کوهستانی[ب]

## یادداشت
1. ↑  Արցախի «Արմենական» կուսակցության նախագահ
2. ↑  ԼՂԻՄ վոլեյբոլի չեմպիոն